# 王維中
王 維中（ワン・ウェイジョン、1992年4月25日 - ）は、 台湾（中華民国）の台東県台東市出身のプロ野球選手（投手）。左投左打。
アミ族。兄はCPBLの楽天モンキーズに所属している王躍霖。

## 経歴

### プロ入りとパイレーツ傘下時代
2011年10月3日にピッツバーグ・パイレーツと契約してプロ入り。
2012年はトミー・ジョン手術を受け、シーズンを全休した。
2013年1月14日に第3回WBCのチャイニーズタイペイ代表に選出された が、1月30日に辞退した。シーズンはルーキー級ガルフ・コーストリーグ・パイレーツでプロデビュー。12試合（先発11試合）に登板して1勝3敗、防御率3.23、42奪三振を記録した。

### ブルワーズ時代

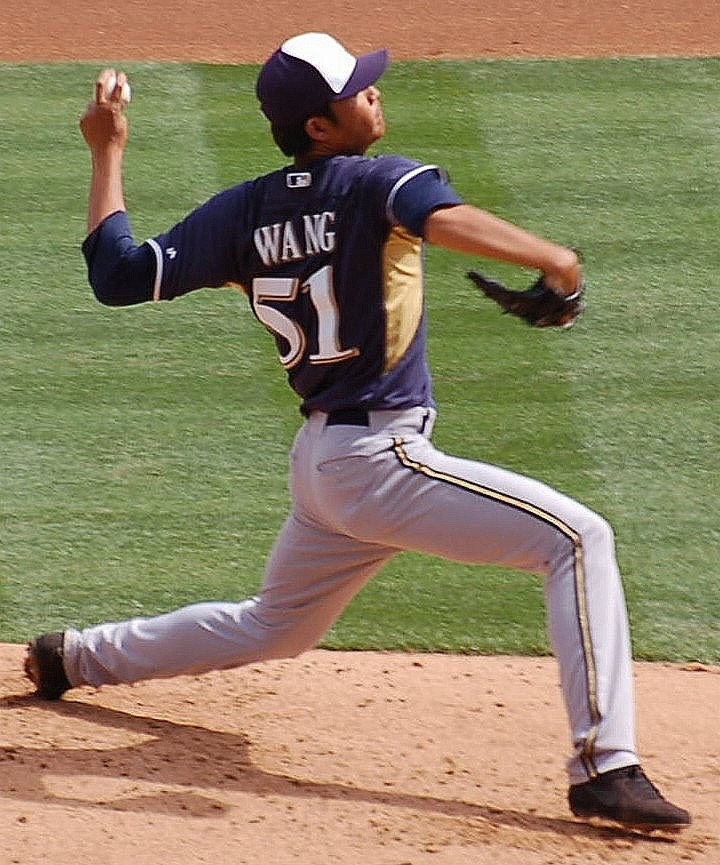
ミルウォーキー・ブルワーズ時代
（2014年3月20日）

2013年12月に行われたルール・ファイブ・ドラフトでミルウォーキー・ブルワーズから指名され、移籍した。
2014年は開幕ロースター入りし、4月14日のセントルイス・カージナルス戦でメジャーデビュー。4点ビハインドの9回表から登板し、1回を1安打無失点に抑えた。その後もリリーフとして13試合に登板したが、防御率11.12と安定せず、7月11日に左肩の故障で15日間の故障者リスト入りした。8月31日、シンシナティ・レッズからトレードで加入したジョナサン・ブロクストンが51を着用することになったため、王の背番号は58へ変更となった。
2015年6月16日にDFAとなり、18日に40人枠を外れる形で傘下のA+級ブレバード・カウンティ・マナティーズへ配属された。
2017年7月30日にメジャー契約を結んで2年ぶりにアクティブ・ロースター入りした。
2018年1月26日に自由契約となった。

### NCダイノス時代
2018年1月27日、韓国プロ野球のNCダイノスと契約した。1998年からの韓国プロ野球の外国人選手史上初の台湾出身選手となる。同年NCでは7勝、防御率4.26を記録するも自由契約となった。

### アスレチックス時代

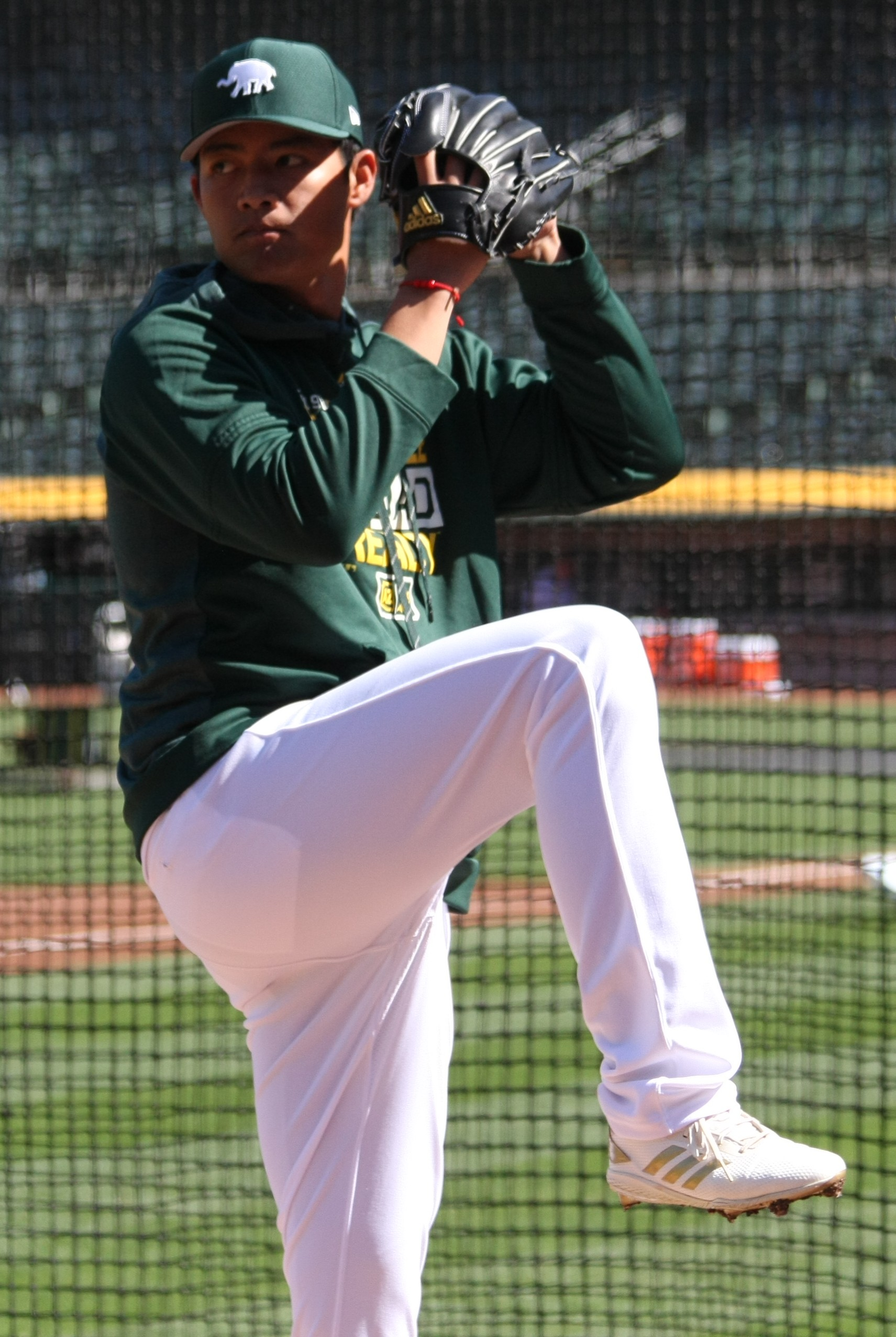
オークランド・アスレチックス時代
(2019年5月28日)

2019年2月1日にオークランド・アスレチックスとマイナー契約を結んだ。開幕は傘下のAAA級ラスベガス・アビエイターズで迎え、5月25日にメジャー契約を結んでアクティブ・ロースター入りした。

### パイレーツ時代
2019年8月31日にウェイバー公示を経てパイレーツへ移籍した。11月2日に40人枠から外れ戦力外となった。その後、新型コロナウイルスの影響もあり海外球団と契約する事ができず、台湾に戻る事になった。

### 味全時代
2020年7月に開催されたCPBLのドラフト会議で、味全ドラゴンズから1位指名を受けた。
2021年は3月14日の統一ライオンズ戦で開幕投手を務めるも、4回2/3を3失点で敗戦投手となり、同月16日に手首の張り で二軍へと降格した。4月14日の中信兄弟戦で復帰を果たし、中継ぎ登板し、1回無失点でプロ初ホールドを記録した。同月21日の富邦ガーディアンズ戦で中継ぎ登板し、2回無失点でCPBL初勝利をマークした。

## 投球スタイル
スリークォーター からストレートで最速97mph（約156km/h）を計測した左腕で、スライダー、カーブ、チェンジアップといった変化球も投げていた。

## 詳細情報

### 年度別投手成績
| 年 度     | 球 団     | 登 板 | 先 発 | 完 投 | 完 封 | 無 四 球 | 勝 利 | 敗 戦 | セ 丨 ブ | ホ 丨 ル ド | 勝 率 | 打 者 | 投 球 回 | 被 安 打 | 被 本 塁 打 | 与 四 球 | 敬 遠 | 与 死 球 | 奪 三 振 | 暴 投 | ボ 丨 ク | 失 点 | 自 責 点 | 防 御 率 | W H I P |
| --------- | --------- | ----- | ----- | ----- | ----- | -------- | ----- | ----- | -------- | ----------- | ----- | ----- | -------- | -------- | ----------- | -------- | ----- | -------- | -------- | ----- | -------- | ----- | -------- | -------- | ------- |
| 2014      | MIL       | 14    | 0     | 0     | 0     | 0        | 0     | 0     | 0        | 0           | ----  | 92    | 17.1     | 30       | 6           | 8        | 1     | 1        | 13       | 1     | 0        | 23    | 21       | 10.90    | 2.19    |
| 2017      | MIL       | 8     | 0     | 0     | 0     | 0        | 0     | 0     | 0        | 0           | ----  | 9     | 1.1      | 5        | 1           | 0        | 0     | 0        | 2        | 0     | 0        | 2     | 2        | 13.50    | 3.75    |
| 2018      | NC        | 25    | 25    | 0     | 0     | 0        | 7     | 10    | 0        | 0           | .412  | 615   | 141.2    | 169      | 16          | 40       | 2     | 2        | 108      | 2     | 0        | 83    | 67       | 4.26     | 1.48    |
| 2019      | OAK       | 20    | 0     | 0     | 0     | 0        | 1     | 0     | 0        | 0           | 1.000 | 110   | 27.0     | 22       | 4           | 11       | 0     | 1        | 16       | 0     | 1        | 10    | 10       | 3.33     | 1.22    |
| 2019      | PIT       | 5     | 0     | 0     | 0     | 0        | 2     | 0     | 0        | 0           | 1.000 | 19    | 4.0      | 5        | 0           | 3        | 0     | 0        | 2        | 0     | 0        | 3     | 3        | 6.75     | 2.00    |
| '19計     | PIT       | 25    | 0     | 0     | 0     | 0        | 3     | 0     | 0        | 0           | 1.000 | 129   | 31.0     | 27       | 4           | 14       | 0     | 1        | 18       | 0     | 1        | 13    | 13       | 3.77     | 1.32    |
| 2021      | 味全      | 22    | 17    | 0     | 0     | 0        | 3     | 8     | 0        | 1           | .273  | 417   | 100.1    | 87       | 3           | 32       | 0     | 4        | 93       | 3     | 1        | 38    | 31       | 2.78     | 1.19    |
| 2022      | 味全      | 19    | 15    | 0     | 0     | 0        | 4     | 6     | 0        | 4           | .400  | 343   | 81.2     | 73       | 4           | 28       | 0     | 1        | 68       | 1     | 0        | 38    | 29       | 3.20     | 1.24    |
| 2023      | 味全      | 45    | 0     | 0     | 0     | 0        | 3     | 2     | 1        | 18          | .600  | 219   | 49.2     | 52       | 4           | 18       | 1     | 3        | 41       | 2     | 0        | 23    | 20       | 3.62     | 1.41    |
| 2024      | 味全      | 24    | 19    | 0     | 0     | 0        | 4     | 7     | 0        | 2           | .364  | 442   | 104.0    | 105      | 5           | 39       | 0     | 6        | 63       | 5     | 0        | 48    | 46       | 3.98     | 1.38    |
| MLB：3年  | MLB：3年  | 47    | 0     | 0     | 0     | 0        | 3     | 0     | 0        | 0           | 1.000 | 230   | 49.2     | 62       | 11          | 22       | 1     | 2        | 33       | 1     | 1        | 38    | 36       | 6.52     | 1.69    |
| KBO：1年  | KBO：1年  | 25    | 25    | 0     | 0     | 0        | 7     | 10    | 0        | 0           | .412  | 615   | 141.2    | 169      | 16          | 40       | 2     | 2        | 108      | 2     | 0        | 83    | 67       | 4.26     | 1.48    |
| CPBL：4年 | CPBL：4年 | 110   | 51    | 0     | 0     | 0        | 14    | 23    | 1        | 25          | .378  | 1421  | 335.2    | 317      | 16          | 117      | 1     | 14       | 265      | 11    | 1        | 147   | 126      | 3.38     | 1.29    |

- 2024年度シーズン終了時

### 記録
初記録
CPBL
- 初登板・初先発登板：2021年3月14日、対統一ライオンズ1回戦（台南市立野球場）、4回2/3を3失点で敗戦投手
- 初奪三振：同上、2回裏に施冠宇から空振り三振
- 初ホールド：2021年4月14日、対中信兄弟7回戦（澄清湖野球場）、6回表に3番手で救援登板・完了、1回無失点
- 初勝利：2021年4月21日、対富邦ガーディアンズ6回戦（新荘体育場野球場）、6回裏に3番手で救援登板・完了、2回無失点

### 背番号
- 51（2014年 - 同年途中）
- 58（2014年途中 - 同年終了、2017年）
- 48（2018年）
- 61（2019年 - 同年8月30日）
- 78（2019年9月4日 - 同年終了）
- 000（2020年4月 - 同年7月）
- 16（2020年9月 - ）